# The Complete U2
The Complete U2 är en digital musiksamling av U2 som gavs ut exklusivt via Itunes Music Store, 23 november 2004. Den innehåller bandets samtliga studioalbum och singlar. Dessutom livematerial och tidigare outgivna låtar; allt från åren 1978 till 2004. Det totala antalet låtar är 446.

## Låtlista
För en fullständig låtförteckning, se .
Följande album är tillgängliga enbart genom den här releasen:

### Early Demos
Early Demos är en EP med tre demos, inspelade i april 1978. U2:s första inspelade studiomaterial. 
1. Street Mission (4:17)
2. Shadows and Tall Trees (demo) (4:40)
3. The Fool (4:15)

### Live from Boston 1981
Livealbum inspelad på Paradise Theatre i Boston, 6 mars 1981.
1. The Ocean (2:01)
2. 11 O'Clock Tick Tock (5:02)
3. Touch (3:01)
4. An Cat Dubh / Into the Heart (7:54)
5. Another Time, Another Place (4:33)
6. The Cry / The Electric Co. (4:53)
7. Things to Make and Do (3:05)
8. Stories for Boys (3:03)
9. Twilight (4:27)
10. I Will Follow (3:58)
11. Out of Control (5:18)
12. 11 O'Clock Tick Tock (5:01)
13. The Ocean (2:11)

### Live from the Point Depot
Livealbum inspelad på Point Depot i Dublin, nyårsafton 1989.
1. Auld Lang Syne / Where the Streets Have No Name (6:55)
2. I Will Follow (4:20)
3. I Still Haven't Found What I'm Looking For (5:09)
4. MLK (1:53)
5. One Tree Hill (4:52)
6. Gloria (4:34)
7. God Part II (3:35)
8. Desire (3:10)
9. All Along the Watchtower (4:07)
10. All I Want Is You (1:03)
11. Bad  (7:31)
12. Van Diemen's Land (2:59)
13. The Star-Spangled Banner / Bullet the Blue Sky (6:23)
14. Running to Stand Still / Dirty Old Town (5:16)
15. New Year's Day (4:44)
16. Pride (In the Name of Love) (6:03)
17. Party Girl (3:41)
18. Angel of Harlem (4:14)
19. When Love Comes to Town (5:02)
20. Love Rescue Me (6:42)
21. 40 (7:25)

### Unreleased and Rare
En samling med rariteter och outgivna låtar. Flera av spåren är rester från inspelningarna av All That You Can't Leave Behind och How to Dismantle an Atomic Bomb.
1. Levitate (5:09) [All That You Can't Leave Behind Sessions]
2. Love You Like Mad (4:17) [All That You Can't Leave Behind Sessions]
3. Smile (3:17) [How To Dismantle An Atomic Bomb Sessions]
4. Flower Child (4:54) All That You Can't Leave Behind Sessions]
5. Beautiful Ghost: Introduction to Songs of Experience (3:52) [The Joshua Tree Sessions]
6. Jesus Christ (3:12) [The Sun Studio Sessions for Rattle & Hum]
7. Xanax and Wine (4:39) [How To Dismantle An Atomic Bomb Sessions]
8. All Because of You (Alternate Version) (3:35)
9. Native Son (3:08) [How To Dismantle An Atomic Bomb Sessions]
10. Yahweh (Alternate Version) (4:31)
11. Sometimes You Can't Make It On Your Own (Alternate Version) (5:30)
12. Numb (Radio Edit) (3:57)
13. Bass Trap (Edit Version) (3:33)
14. Night and Day (Twilight Remix) (5:20)
15. Numb (Gimme Some More Dignity Mix Edit) (5:50)
16. Salomé (Zooromancer Remix Edit) (5:51)
17. Christmas (Baby, Please Come Home) (2:19)
18. Stateless (Soundtrack Version) (4:05)